# 東北優駿
東北優駿（とうほくゆうしゅん）は岩手県競馬組合が施行する地方競馬の重賞競走である。2003年までは岩手・上山競馬場・新潟県競馬組合の持ち回りで、名称も岩手・上山開催時は東北優駿、新潟開催時は東北ダービー（とうほくダービー）として行われていた。

## 概要
1978年に創設。岩手県競馬組合、山形県上山市、新潟県競馬組合の三地区による交流競走で、毎年持ち回りで行われた。
出走条件は上記三地区の所属馬で、馬齢はサラブレッド系3歳。東北地区のダービーに相当する競走であった。
三者の各競馬場にダート1800mの設定があったため毎年同距離で行われたが、1995年と1998年は水沢競馬場ダート1900mで争われた。その1995年は上山勢唯一となるカガリスキーが優勝している。
同様の趣旨の競走にサラブレッド系古馬による東北サラブレッド大賞典、アラブ系古馬による東北アラブチャンピオンも行われていたが、2002年に新潟県競馬組合の新潟競馬場・三条競馬場が、2003年に上山競馬場がともに廃止となったため2003年に一旦廃止された。
優勝賞金は2002年から750万円であったが、長らく900万円で争われた。
2019年より、岩手3歳三冠の最終戦として行われていたダービーグランプリが三冠から除外され、当競走が三冠第一戦（2020年より第二戦）として16年ぶりに水沢競馬場にて復活することになった。また、ダイヤモンドカップに代わりダービーシリーズに同年から2023年まで指定されており、その期間は副称に「岩手ダービー」が付された。なお、復活後は2020年のみ盛岡競馬場で開催された。
2019年よりスタリオンシリーズに指定されている。副賞対象種牡馬はコパノリッキー（2019年-2022年）、グレーターロンドン（2023年-）。
2021年より、1着賞金が500万円から1000万円に増額され、さらに2025年には1500万円となった。
2024年度よりダービーシリーズの廃止に伴い、副称として付された「岩手ダービー」が外されている。

### 条件・賞金等（2025年）
条件
サラブレッド系3歳、岩手所属
- ダイヤモンドカップの3着以上の馬に優先出走権がある。

負担重量
定量（56kg、牝馬2kg減）
賞金等
賞金額は1着1500万円、2着525万円、3着300万円、4着195万円、5着105万円で、着外手当は15万円
副賞
日本レーシングサービス賞、JBC協会賞、日本地方競馬馬主振興協会会長賞、奥州市長賞、開催執務委員長賞。
スタリオンシリーズに指定されており、グレーターロンドンの配合権利が優勝馬馬主への副賞となっている。

## 歴代優勝馬
| 回数   | 施行日         | 競馬場 | 優勝馬             | 性齢 | 所属 | タイム   | 優勝騎手   | 管理調教師 |
| ------ | -------------- | ------ | ------------------ | ---- | ---- | -------- | ---------- | ---------- |
| 第1回  | 1978年8月6日   | 上山   | マサフオンタ       | 牡4  | 新潟 | 2分05秒5 | 赤間亨     | 赤間昭松   |
| 第2回  | 1979年9月24日  | 新潟   | タガワキング       | 牡4  | 岩手 | 1分55秒7 | 千田知幸   | 村上初男   |
| 第3回  | 1980年10月5日  | 水沢   | ホクエツヒカリ     | 牡4  | 新潟 | 1分59秒7 | 津野総夫   | 向山勝     |
| 第4回  | 1981年9月27日  | 上山   | トミデンコウ       | 牡4  | 新潟 | 1分58秒4 | 津野総夫   | 向山勝     |
| 第5回  | 1982年11月3日  | 新潟   | スーパーライジン   | 牡4  | 岩手 | 1分58秒7 | 菅原勲     | 菅原和治   |
| 第6回  | 1983年9月25日  | 水沢   | イチコウハヤタケ   | 牡4  | 新潟 | 2分01秒9 | 大枝幹也   | 佐藤忠雄   |
| 第7回  | 1984年10月2日  | 上山   | カウンテスアツプ   | 牡4  | 岩手 | 1分57秒2 | 千葉次男   | 千葉忠一   |
| 第8回  | 1985年11月3日  | 新潟   | アフターセプト     | 牡4  | 新潟 | 1分54秒0 | 津野総夫   | 向山勝     |
| 第9回  | 1986年9月14日  | 水沢   | ダイスプリンター   | 牡4  | 新潟 | 1分56秒5 | 森川一二三 | 斎藤辰三   |
| 第10回 | 1987年7月19日  | 上山   | ダンシングジオツト | 牡4  | 新潟 | 1分56秒0 | 大枝幹也   | 鈴木敬三   |
| 第11回 | 1988年7月3日   | 新潟   | ツカサアコード     | 牡4  | 新潟 | 1分57秒9 | 森川一二三 | 鈴木忠俊   |
| 第12回 | 1989年7月9日   | 水沢   | ミタケエルセン     | 牡4  | 岩手 | 2分01秒5 | 小林俊彦   | 小林長治   |
| 第13回 | 1990年7月22日  | 上山   | サンドリーズン     | 牡4  | 岩手 | 1分58秒8 | 菅原勲     | 酒井清     |
| 第14回 | 1991年6月16日  | 新潟   | ホンスキー         | 牡4  | 新潟 | 1分56秒3 | 五十嵐剛紹 | 高田功     |
| 第15回 | 1992年7月12日  | 水沢   | モリユウプリンス   | 牡4  | 岩手 | 2分00秒5 | 及川良春   | 千葉四美   |
| 第16回 | 1993年7月6日   | 上山   | エビスサクラ       | 牡4  | 岩手 | 1分58秒0 | 菅原勲     | 阿部時男   |
| 第17回 | 1994年6月19日  | 新潟   | ブラッククロス     | 牡4  | 岩手 | 1分55秒8 | 菅原勲     | 千葉博     |
| 第18回 | 1995年6月11日  | 水沢   | カガリスキー       | 牝4  | 上山 | 2分07秒2 | 小国博行   | 大沢勝宣   |
| 第19回 | 1996年6月23日  | 上山   | ラストヒット       | 牝4  | 新潟 | 1分57秒4 | 阿部正義   | 関口賢三   |
| 第20回 | 1997年7月6日   | 新潟   | メイセイオペラ     | 牡4  | 岩手 | 1分52秒4 | 菅原勲     | 佐々木修一 |
| 第21回 | 1998年6月28日  | 水沢   | キタノタイトル     | 牡4  | 岩手 | 2分06秒0 | 菅原勲     | 伊藤和     |
| 第22回 | 1999年6月29日  | 上山   | マルケイゲイン     | 牡4  | 岩手 | 1分57秒1 | 村松学     | 菅原右吉   |
| 第23回 | 2000年6月16日  | 新潟   | アクションアラート | 牡4  | 新潟 | 1分58秒2 | 向山牧     | 津野総夫   |
| 第24回 | 2001年10月24日 | 新潟   | バンケーティング   | 牡3  | 岩手 | 1分53秒3 | 菅原勲     | 平澤芳三   |
| 第25回 | 2002年7月2日   | 上山   | チュードサンデー   | 牡3  | 岩手 | 1分54秒2 | 菅原勲     | 佐々木修一 |
| 第26回 | 2003年6月1日   | 盛岡   | ベルノネ           | 牝3  | 岩手 | 1分55秒4 | 草地保隆   | 伊藤和     |
| 第27回 | 2019年6月9日   | 水沢   | パンプキンズ       | 牡3  | 岩手 | 2分07秒6 | 菅原俊吏   | 伊藤和忍   |
| 第28回 | 2020年6月7日   | 盛岡   | フレッチャビアンカ | 牡3  | 岩手 | 2分07秒3 | 高松亮     | 千葉幸喜   |
| 第29回 | 2021年6月13日  | 水沢   | リュウノシンゲン   | 牡3  | 岩手 | 2分12秒0 | 坂口裕一   | 菅原勲     |
| 第30回 | 2022年6月14日  | 水沢   | グットクレンジング | 牡3  | 岩手 | 2分10秒0 | 山本政聡   | 板垣吉則   |
| 第31回 | 2023年6月11日  | 水沢   | ミニアチュール     | 牝3  | 岩手 | 2分11秒3 | 山本政聡   | 佐藤祐司   |
| 第32回 | 2024年6月16日  | 水沢   | フジユージーン     | 牡3  | 岩手 | 2分08秒2 | 村上忍     | 瀬戸幸一   |
| 第33回 | 2025年6月8日   | 水沢   | リケアカプチーノ   | 牡3  | 岩手 | 2分10秒0 | 吉原寛人   | 菅原勲     |

- 2000年以前の優勝馬の馬齢は旧表記を用いる。

## 各回競走結果の出典
- 東北優駿（東北ダービー） 歴代優勝馬 - 地方競馬全国協会
- 東北優駿（岩手ダービー）　歴代優勝馬 - 地方競馬全国協会
- JBISサーチ
  - 1986年、1987年、1988年、1989年、1990年、1991年、1992年、1993年、1994年、1995年、1996年、1997年、1998年、1999年、2000年、2001年、2002年、2003年、2019年、2020年、2021年、2022年、2023年、2024年、2025年